# Casubia
Casubia, Cassubia o Cachubia (en casubio: Kaszëbë o Kaszëbskô, en polaco: Kaszuby) es una región etno-histórica ubicada en el norte de Polonia, al este de la Pomerania y al oeste de la Masuria.
Esta zona costera posee una altitud máxima de 329 m en la colina de Wiezyca, por lo que es el área más elevada del norte y centro de Polonia.
La Casubia se extiende en torno al golfo de Danzig y en el delta del río Vístula. 

## Realidad étnica contemporánea
Tras haber padecido muchas trágicas vicisitudes históricas, la etnia de los casubos o casubios (Kaszëbi) ha quedado reducida de tal modo que en el censo polaco de 2002 solo 5100 personas se declararon de nacionalidad casubia, aunque se considera que unas 50 000 personas hablan usualmente el kaszëbsczi en Polonia.
Las estimaciones respecto al número de casubios en la actualidad oscilan entre los extremos que van de una cantidad mínima de 50 000 personas a un máximo de 500 000 personas casubas en 2006; pese a todo, el idioma casubio goza de cierto grado de protección legal en Polonia, aunque durante mucho tiempo ha sido considerado erróneamente un dialecto «germanizado» del polaco.

## Historia
Se considera que los casubios son descendientes directos de la antigua tribu eslava de los pomeranios. Está acreditado que los ancestros de los casubios —y pomeranios— llegaron a las regiones bajas del Vístula y del Óder hace ya unos 1500 años. La más antigua mención conocida que hace referencia a los casubios es una carta del siglo XIII firmada por el duque Barnim I de Pomerania, en la que el starosta o señor feudal se declara no solo duque de Pomerania, sino también de Casubia.
Si durante la Alta Edad Media las costas meridionales del mar Báltico fueron pobladas por poblaciones eslavas occidentales, a mediados y finales de la Edad Media se produjo una penetración de la Liga Hanseática que se estableció en las principales ciudades costeras de la región, a lo que siguió la invasión de la misma región por la Orden Teutónica. De este modo, los estamentos hegemónicos de Pomerania, Casubia y Prusia fueron desde el siglo XIII alemanes o «alemanizados» e incorporados al territorio llamado Pomerelia. En cuanto a la mayoría de la población —eslava—, ésta sufrió un proceso de «germanización» que en sus inicios fue extremadamente violento.
Pese a la expansión alemana hacia el este, tal proceso fue en cierto grado frenado por los reyes de Polonia.
Al concluir la guerra de los Treinta Años y por el Tratado de Westfalia (1648), ciertas zonas de la Pomerania Occidental pasaron, con el nombre de Ingermania, a Suecia; los reyes de Suecia se arrogaron desde 1648 hasta 1720 el título de duques de Pomerania y, por extensión, de Casubia, aunque los suecos nunca llegaron a ejercer un dominio concreto sobre Casubia.
El más antiguo documento escrito en idioma casubio es un catecismo luterano que data de 1643, el cual fue reeditado en 1752 y 1828.
Durante el período posterior a la Paz de Westfalia, el territorio de Casubia pasó a la soberanía del reino de Polonia, aunque su ciudad principal (Danzig) se mantenía como un Estado feudal independiente poblado por una burguesía de habla alemana.
Tras los Repartos de Polonia durante el siglo XVIII, Casubia pasó a dominio del reino de Prusia y con este, luego a Alemania hasta el Tratado de Versalles, que reintegraba a Polonia la Casubia con el nombre de «Corredor polaco», si bien la ciudad de Danzig quedaba como «Ciudad libre de Danzig». En 1939 Casubia —como toda Polonia— fue el primer territorio invadido por el llamado Tercer Reich; en 1945, liberada ya Polonia, Casubia volvió a formar parte del Estado polaco.

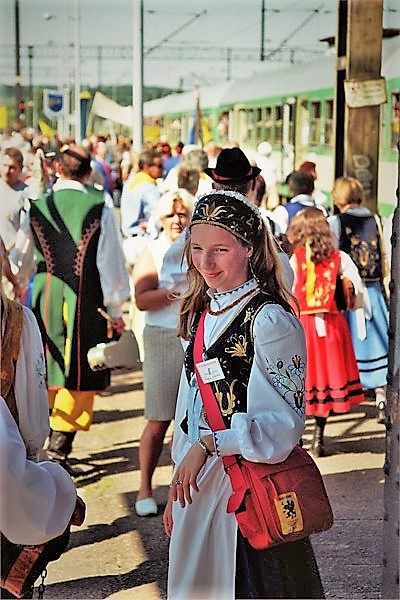
Traje regional casubo.

Durante el período de control prusiano ocurrieron algunos hechos significativos: En la década de 1830, algunos centenares de casubios emigraron al Alto Canadá, donde fundaron el poblado llamado Wilno en el condado de Refrew, provincia de Ontario. En 1843 el parlamento de Prusia decidió cambiar la lengua oficial en Casubia (el polaco) de la iglesia protestante de la región por el alemán, si bien dicha decisión debió ser revocada ante la presión popular y, a partir de 1852, el idioma casubio pudo ser enseñado en las escuelas secundarias de la zona de Wejherowo.
El primer activista de épocas modernas en pro de un nacionalismo casubio fue Florian Ceynowa (en casubio: Florian Cenôva); a partir de 1846 Ceynowa desarrolló un alfabeto y una gramática casubios, entre 1866 y 1868 escribió una colección histórico-etnográfica referida a Casubia, la cual fue publicada en 1879. Otro escritor inicial en casubio fue Hieronim Derdowski (en casubio: Hieronim Derdowsczi). Las etapas siguientes de la cultura casubia tienen como hitos la aparición del movimiento político llamado Joven Casubia, liderado por Aleksander Majkowski y consolidado en el grupo Zrzëszincë, que editó el periódico nacionalista casubio llamado Zrzësz Kaszëbskô, todo lo cual contribuyó significativamente al desarrollo de la lengua literaria casubia.
En la actualidad (2006) toda Casubia forma parte del sector occidental del voivodato polaco de Gdańsk.
Algunos topónimos en idioma casubio:
- Báltico: Bôłt
- Bytów: Bëtowò
- Gdynia: Gdiniô
- Kartuzy: Kartuzë
- Kościerzyna: Kòscérzna
- Wejherowo: Wejrowò
- Żukowo: Żukòwò
- Óder: Òdra
- Polonia: Pòlskô
- Vístula: Wisła.